# Упізнання
Пред'я́влення для впізна́ння, упізна́ння (впізна́ння) — процесуальна дія, яка полягає в пред'явленні в ході попереднього розслідування або судового слідства свідкові, потерпілому, підозрюваному або обвинуваченому (підсудному) в установленому кримінально-процесуальному порядку будь-якого об'єкта (або його відображення) для встановлення тотожності або відмінності з раніше знайомим об'єктом у зв'язку з розслідуваною подією.